# Daihatsu Be-go

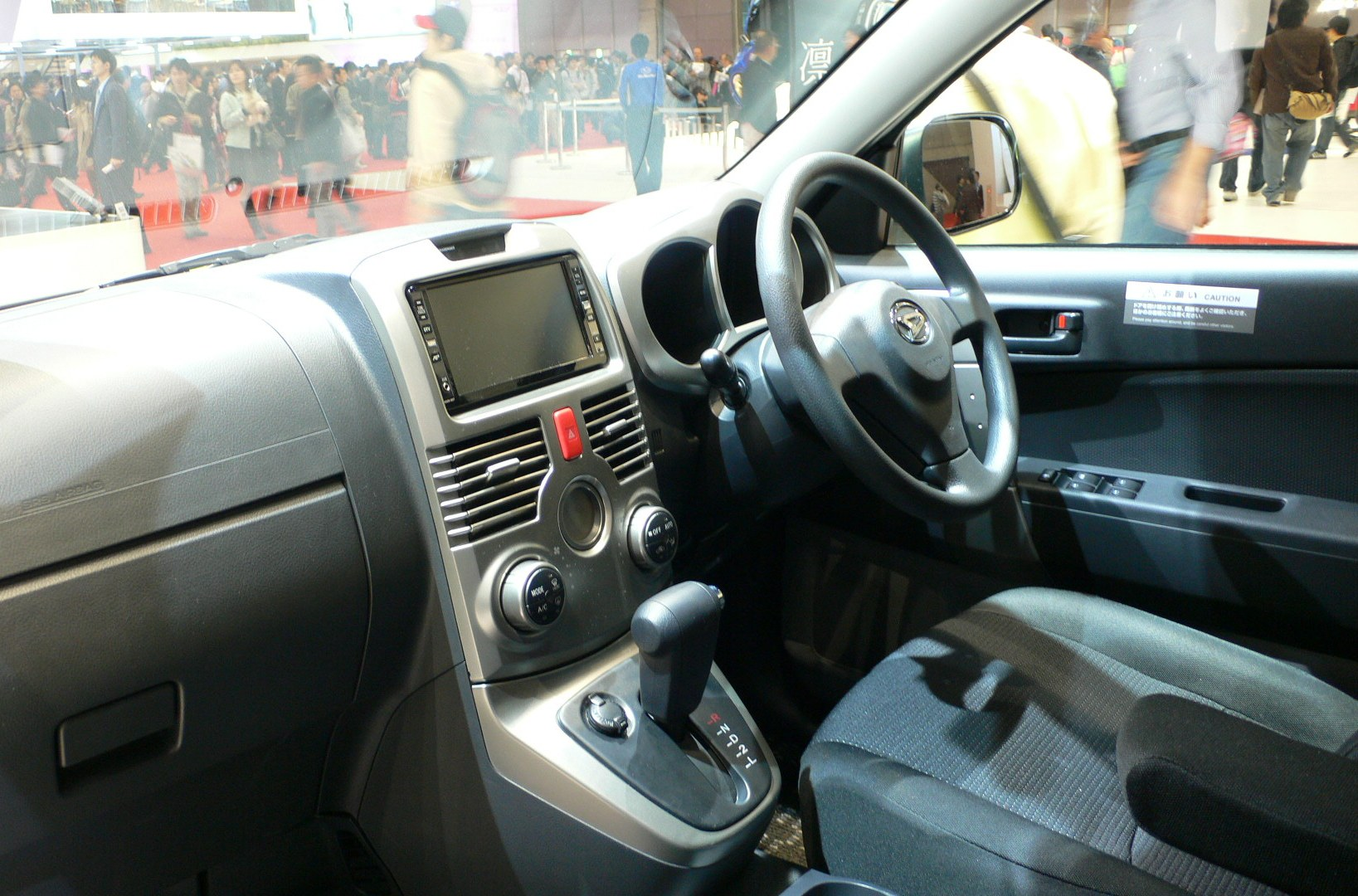
Интерьер

Daihatsu Be-go (яп. ダイハツ・ビーゴ, хепбёрн Daihatsu Bīgo) — SUV на базе Terios, выпускавшийся с 2006 по 2016 год японским автопроизводителем Daihatsu.

## Описание
Daihatsu Be-go и Toyota Rush первого поколения были анонсированы 17 января 2006 года. Согласно компании Daihatsu, название «Be-go» произошло от сочетания слов «быть» (англ. «being») и «идти» (англ. «going»). Rush — «эксклюзивная» модель для дилерской сети Toyopet Store.
В автомобилях Daihatsu Be-go и Toyota Rush первого поколения применялись 1,3-литровые или же 1,5-литровые двигатели. Коробка передач — пятиступенчатая механическая или же четырёхступенчатая автоматическая. На задне- и полноприводные модификации устанавливались только 1,5-литровые двигатели.
13 ноября 2008 года автомобили Daihatsu Be-go и Toyota Rush первого поколения прошли незначительный фейслифтинг. Изменения коснулись дизайна переднего бампера, задних фонарей и дизайна легкосплавных дисков (для комплектации G). Экономия топлива улучшена на 5% (для заднеприводной модели с автоматической трансмиссией).

В марте 2016 года Be‣go и Rush были сняты с производства. В ноябре 2019 года преемником Be-go и Rush стал кроссовер A200 Rocky/Toyota Raize.

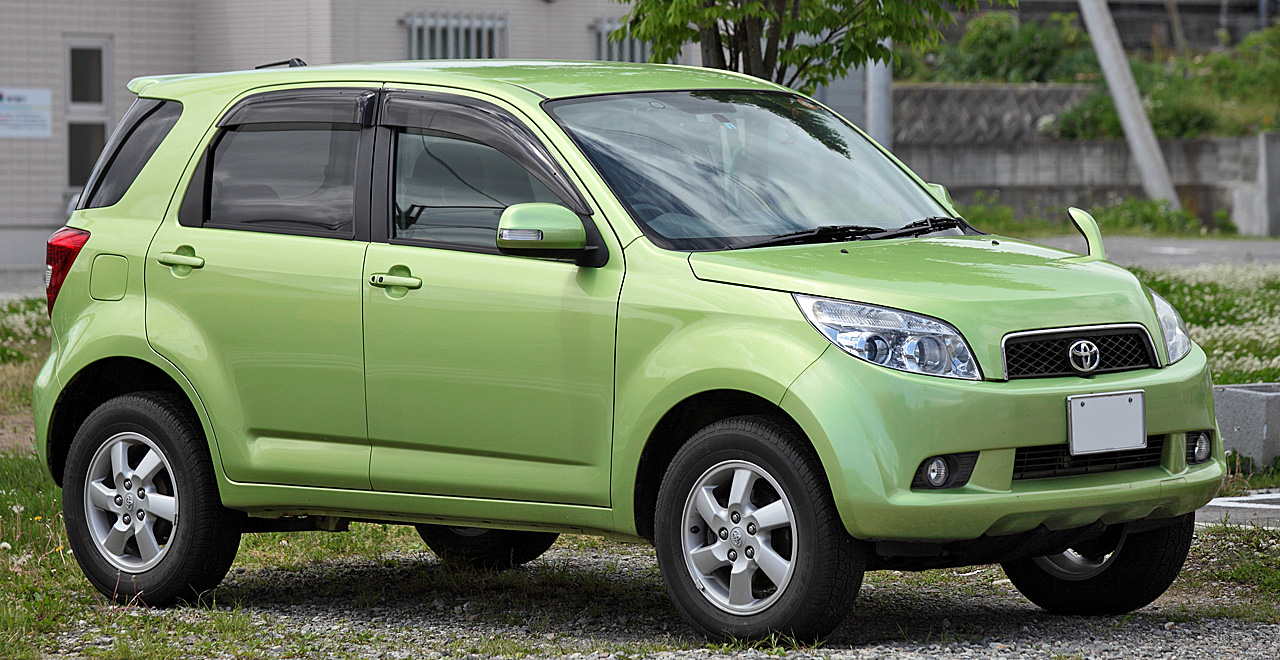
Toyota Rush (J200E; Япония)
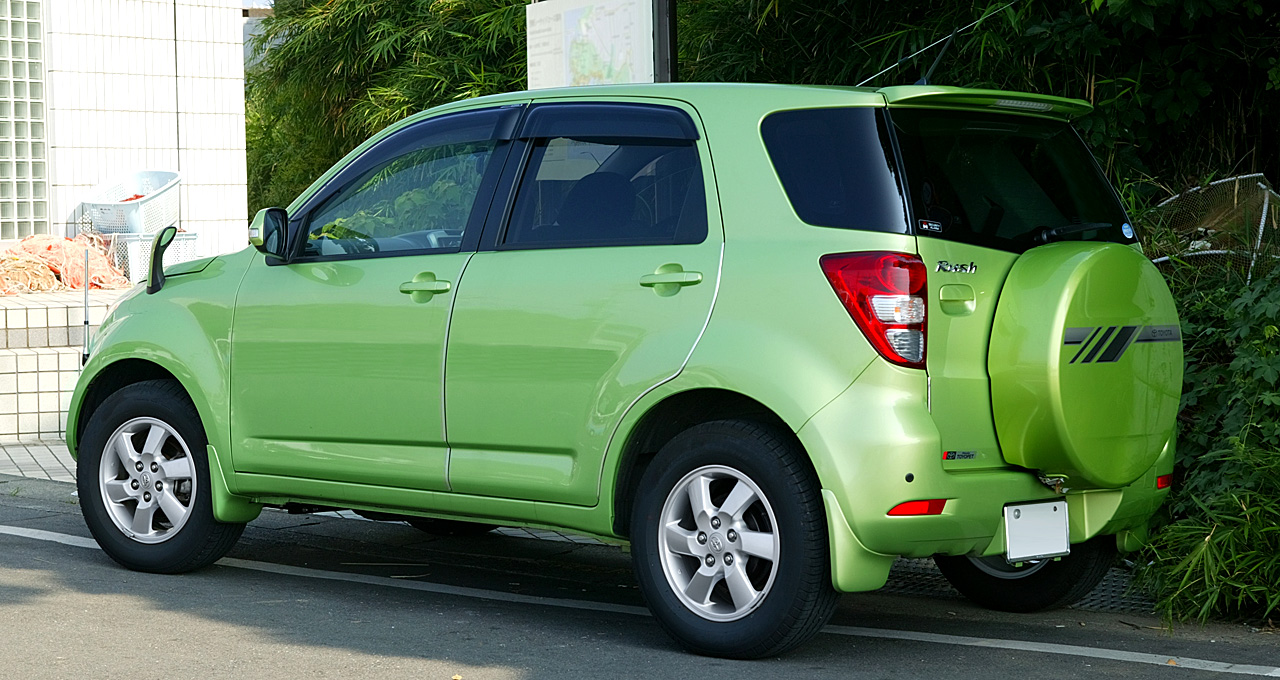
Toyota Rush (J200E; Япония)